# Коваленко, Константин Иосифович
Константин Иосифович Коваленко (14 января 1912, п.Юзовка, Екатеринославская губерния — 23 ноября 1988, Москва) — советский российский инженер-нефтяник, учёный. Научно-производственная деятельность связанная с разработкой нефтяных и газовых месторождений в БАССР. Под руководством Коваленко внедрены методы увеличения нефтеотдачи пластов; заводнение, закачка реагентов в продуктивные пласты, безвышечная эксплуатация скважин. Автор 35 научных трудов и 5 изобретений. Награждён двумя орденами Ленина (1959, 1966), орденом Трудового Красного Знамени (1948), медалями СССР.
Заслуженный деятель науки и техники РСФСР (1957). Почётный нефтяник СССР (1971). Кандидат технических наук (1964).

## Образование
В 1940 году окончил Московский нефтяной институт .

## Трудовая деятельность
После выпуска из Московского Нефтяного Института (1940) работал в Ишимбайском газокомпрессорном хозяйстве (с 1943 — трест «Ишимбайгаз») 1940-45 НГДУ «Ишимбайнефть» (1940—1946). Затем начальник НГДУ «Ишимбайнефть» (1946—52), «Октябрьскнефть» (1952—54); главный инженер, начальник ПО «Башнефть» (1954—1966).
Заместитель начальника, начальник Главнефтеразведки Мингео РСФСР (1966—1972); заведующий сектором ВНИГНИ (1972—1982); работа в ВНИПИМорнефтегаз (1982—1988).

## Общественная деятельность
Избирался в Верховный Совет РСФСР, 1963 (Бирский округ)
Депутат Верховного Совета БАССР третьего созыва, Промысловый избирательный округ № 32, г. Ишимбай (1947 год) четвертого созыва, Промысловый избирательный округ № 52, г. Ишимбай (1951 год).

## Интересные факты
- Другим избранным ишимбайцами в центральном избирательном округе № 51 депутатом Верховного Совета БАССР стал Лаврентий Павлович Берия.
- Московский нефтяной институт окончил с двумя красными дипломами, обучаясь на горного инженера и инженера-экономиста.